# Unabhängiger Bundesasylsenat
Der Unabhängige Bundesasylsenat (UBAS) war eine österreichische Bundesbehörde, die von 1998 bis 2008 für Berufungen in Asylverfahren zuständig war.

## Errichtung
Der UBAS wurde errichtet, um die immer stärkere Belastung des Verwaltungsgerichtshofes durch Asylverfahren zu reduzieren. Dies erfolgte auf verfassungsrechtlicher Ebene mit der B-VG-Novelle BGBl. I Nr. 87/1997, mit der ein Art. 129c in das B-VG eingefügt wurde. In Ausführung des Art. 129c Abs. 7 erging das Bundesgesetz über den unabhängigen Bundesasylsenat (BGBl. I Nr. 77/1997). Auf diesen Rechtsgrundlagen nahm der UBAS am 1. Jänner 1998 seine Tätigkeit auf.

## Aufgaben
Der Unabhängige Bundesasylsenat war Berufungsbehörde in Asylverfahren (in erster Instanz entscheidet das Bundesasylamt).

## Organisation
Der UBAS war ein unabhängiger Verwaltungssenat, im Gegensatz zu den neun UVS in den Ländern war er allerdings eine Bundesbehörde. Er war – wie die UVS in den Ländern – im Sinne des österreichischen Verfassungsrechts eine Verwaltungsbehörde und zugleich ein Gericht im Sinne der Europäischen Menschenrechtskonvention und des Rechts der Europäischen Union. Der Sitz des UBAS war Wien; eine Außenstelle war in Linz eingerichtet.
Der UBAS bestand aus einem Vorsitzenden, seinem Stellvertreter und der erforderlichen Zahl von sonstigen Mitgliedern, die rechtskundig sein mussten. Die Mitglieder des UBAS waren weisungsfrei und unabhängig. Weiters verfügte der UBAS über wissenschaftliche Mitarbeiter (mit abgeschlossenem Studium der Rechtswissenschaften) und Referenten mit Maturaabschluss, die die UBAS-Mitglieder in ihrer Entscheidungstätigkeit durch Vorbereitungsarbeiten unterstützt haben, sowie über Hilfspersonal (wie etwa Mitarbeiter für Kanzlei- und Schreibdienste).

## Entscheidungstätigkeit
Die Entscheidungen wurden fast ausschließlich von Einzelmitgliedern getroffen; in besonderen Fällen, wie etwa bei sog. Leitentscheidungen, durch Senate. Die Anrufung des Verwaltungsgerichtshofes durch den betroffenen Asylwerber war möglich (was sich mit Einrichtung des Asylgerichtshofes geändert hat). Dem Bundesminister für Inneres stand gegen Entscheidungen des UBAS die Möglichkeit einer Amtsbeschwerde sowohl zugunsten als auch zum Nachteil eines Asylwerbers an den Verwaltungsgerichtshof zu.

## Auflösung
Am 5. Dezember 2007 beschloss der Nationalrat, in Österreich für Berufungen und Säumnisbeschwerden in Asylangelegenheiten einen Asylgerichtshof (AsylGH) einzurichten. Der Asylgerichtshof nahm am 1. Juli 2008 seine Tätigkeit auf und ersetzte damit den bis dahin bestehenden UBAS.